# Messaggio segreto
Messaggio segreto (A Message to Garcia) è un film statunitense del 1936 diretto da George Marshall.
È il remake di A Message to Garcia una pellicola muta girata da Richard Ridgely nel 1916.

## Trama
Dopo l'affondamento nella baia de L'Avana della corazzata Maine, avvenuto il 15 febbraio 1898, scoppia la guerra tra Stati Uniti e Spagna. Il presidente McKinley manda in missione a Cuba il tenente Rowan; dovrà consegnare al generale cubano Garcia, che si trova con i suoi uomini circondato dalle forze spagnole, un messaggio che riporta il luogo dove sbarcheranno le truppe statunitensi. A L'Avana, Rowan viene però subito individuato in un caffè dal dottor Ivan Krug, un agente degli spagnoli. Ne nasce una colluttazione e Krug viene messo a terra dal sergente Dory, un espatriato che vive alla giornata nell'isola. Dory trascina fuori dal locale Rowan senza conoscenza e gli prende la cintura dove il militare ha nascosto il messaggio.
Quando rinviene, Rowan minaccia di uccidere il sergente che ora è a conoscenza del messaggio ma poi si accorda con l'uomo che, per denaro, lo condurrà alla piantagione del vecchio Maderas, il cui figlio fa parte dello stato maggiore di Garcia. Giunti alla piantagione, i due assistono non visti alla fucilazione del vecchio. Lita (Raphaelita), la figlia di Maderas, si offre di portare Rowan da Garcia, avvertendolo di non fidarsi di Dory, un mercenario pronto a vendersi al miglior offerente. Mentre attraversano una palude, Lita viene colpita a una gamba. Dory riesce a rimuovere il proiettile ma da donna non può riprendere la marcia. Dopo aver dichiarato il suo amore per lei, Rowan prosegue nella sua missione, affidando Lita a Dory. Quest'ultimo raggiunge presto il tenente, dichiarandogli che la ragazza è morta.
Lita, invece, che è viva, viene catturata dagli spagnoli mentre Rowan raggiunge finalmente il campo di Garcia. Al suo posto, però, trova il dottor Krug con gli spagnoli che hanno occupato il quartier generale dei cubani dopo che questi l'hanno abbandonato. Catturato, Rowan viene torturato da Krug, che vuole mettere le mani sul documento di McKinley. Dory, intanto, è caduto in mano ai cubani che stanno per fucilarlo come spia. Lo salva un venditore ambulante che lo aveva incontrato in precedenza insieme a Lita e a Rowan e che convalida la sua storia. Gli uomini di Garcia assaltano gli spagnoli e si riprendono il quartier generale proprio quando Krug sta per impadronirsi del messaggio segreto: nella battaglia, Dory resta gravemente ferito e spira tra le braccia di Rowan. Il messaggio viene finalmente consegnato a Garcia, mentre Rowan si riunisce a Lita.

## Produzione
La sceneggiatura si ispira a A Message to Garcia di Elbert Hubbard, pubblicato su The Philistine nel marzo 1899, e al libro How I Carried the Message to Garcia del colonnello Andrew Summers Rowan, uscito a San Francisco nel 1922. Hubbard era morto il 7 maggio 1915 nel naufragio del RMS Lusitania, affondato dopo essere stato colpito da un siluro tedesco.
Prodotto dalla 20th Century Pictures, il film fu messo in cantiere dalla 20th Century Pictures prima che la compagnia si fondesse con la Fox Film Corporation.
Il regista del film avrebbe dovuto essere Roy Del Ruth al quale venne invece assegnato It Had to Happen, un dramma con George Raft. Nel settembre 1935, al film parve interessato anche John Ford, ma, alla fine, la regia fu affidata a George Marshall. Per il ruolo di Lita, prima di scegliere Barbara Stanwyck, si era pensato alla francese Simone Simon e, quindi, a Rita Cansino, una giovane attrice di New York di origini andaluse che sapeva parlare anche lo spagnolo e che di lì a poco sarebbe diventata universalmente conosciuta con il nome di Rita Hayworth.

### Distribuzione
Distribuito dalla Twentieth Century Fox Film Corporation, uscì nelle sale cinematografiche statunitensi il 10 Aprile 1936.

## Differenze tra libro e film
Secondo il The New York Times, la trama del film si differenzia in diversi passaggi dalla storia autentica: nel messaggio, orale e non scritto, McKinley annunciava l'entrata in guerra degli Stati Uniti, impaziente della collaborazione di Garcia; Rowan era stato inviato a Cuba anche per raccogliere informazioni sulle forze spagnole e sui suoi armamenti e non incontrò ostacoli nel corso della missione; i personaggi di Dory, Lita, Krug e del venditore ambulante sono immaginari.